# John Robert Oosthuizen
John Robert Oosthuizen (* 23. Januar 1987) ist ein südafrikanischer Speerwerfer.

## Familie
Er ist ein Athlet der zweiten Generation, der in die Fußstapfen seines Vaters Johan Oosthuizen trat. Oosthuizens Senior, der nie die Chance hatte, sein Land bei internationalen Wettbewerben zu vertreten, größte Leistung ist ein Wurf von 80,92 Metern, den er 1990 erzielte.

## Bestleistungen
Der persönliche beste Wurf von Oosthuizen junior ist ein Wurf von 86,80 Metern, den er am 1. März 2008 in Oudtshoorn erzielte. Der Wurf war besser als seine 84,52 Meter, die er bei den Weltmeisterschaften 2007 in Osaka erzielte und ihm half, sich für die Olympischen Spiele 2008 in Peking zu qualifizieren.